# Phataimas Muenwong

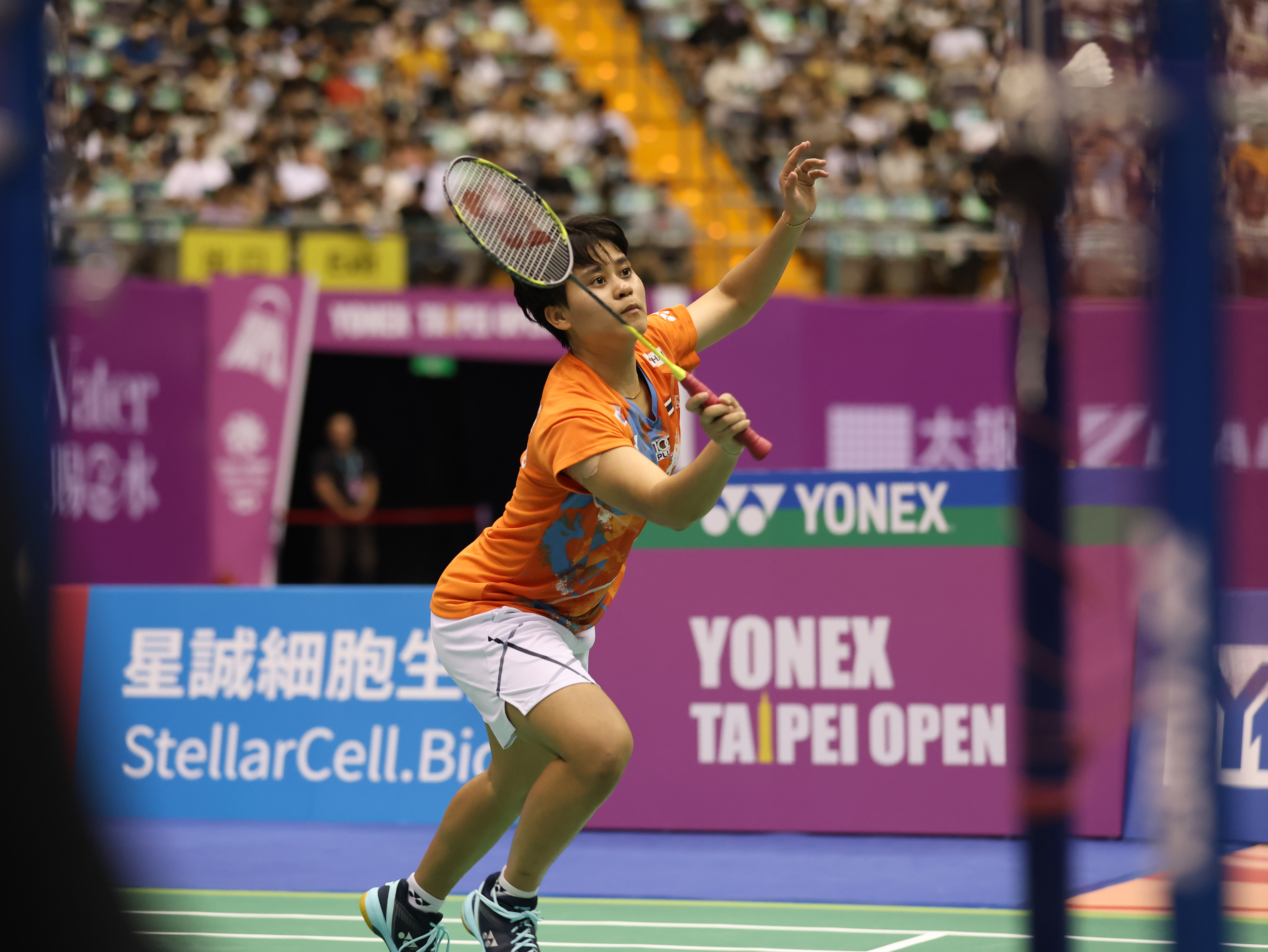
Phataimas Muenwong, 2024

Phataimas Muenwong (thailändisch ผไทมาส เหมือนวงษ์; * 5. Juli 1995) ist eine thailändische Badmintonspielerin.

## Karriere
Muenwong, die in ihrer Jugend bereits bei den ASEAN School Games 2012 siegte, gewann 2014 im Mixed mit Watchara Buranakruea ihren ersten Wettkampf der Badminton World Federation, als sie beim Smiling Fish 2014 triumphierte. Außerdem siegte sie mit Kilasu Ostermeyer bei den Sri Lanka International 2014. Im folgenden Jahr konnte Muenwong bei beiden Turnieren ihre Titel verteidigen. Neben drei Finalteilnahmen im Damendoppel konnte sie mit Chayanit Chaladchalam auch die Bangladesh International 2015 und die Tata Open India International Challenge 2015 gewinnen. Die Thailänderin, die an der Rattana Bundit University studierte, nahm 2015 auch an der Sommer-Universiade 2015 in Gwangju teil und wurde mit der thailändischen Mannschaft Dritte. Im folgenden Jahr kam Muenwong bei der Mannschaftsasienmeisterschaft 2016 unter die besten drei. 2017 siegte sie bei den Vietnam Open zum ersten Mal bei einem Turnier des BWF Grand Prix und zog ins Endspiel der Thailand Open 2017 ein. Bei der Sommer-Universiade 2017 in Taipei erspielte Muenwong mit der Mannschaft die Bronzemedaille und wurde mit Chaladchalam Zweite im Damendoppel. Bei der Thailändischen Meisterschaft 2017 wurde das Duo Dritter. Mit der thailändischen Nationalmannschaft gewann sie 2018 bei den Asienspielen die Bronzemedaille und wurde bei der Weltmeisterschaft der Damenteams, dem Uber Cup Zweite. Im nächsten Jahr konnte Muenwong bei den Südostasienspielen 2019 im Damendoppel das Endspiel erreichen und erspielte mit dem Damenteam den Titel. Außerdem wurde sie bei der nationalen Meisterschaft Dritte. 2020 war Muenwong Teil der thailändischen Auswahl, die bei den Mannschaftsasienmeisterschaften 2020 auf dem Podium stand. Im Folgejahr siegte sie mit Ornnicha Jongsathapornparn bei den Hungarian International 2021.

## Sportliche Erfolge
| Jahr | Veranstaltung                                | Platz | Disziplin   | Spielpartner               |
| ---- | -------------------------------------------- | ----- | ----------- | -------------------------- |
| 2012 | ASEAN School Games 2012                      | 1.    | Damendoppel | Sukanya Naruepunnard       |
| 2014 | Smiling Fish 2014                            | 1.    | Mixed       | Watchara Buranakruea       |
| 2014 | Sri Lanka International 2014                 | 1.    | Damendoppel | Kilasu Ostermeyer          |
| 2015 | Vietnam International 2015                   | 2.    | Damendoppel | Chayanit Chaladchalam      |
| 2015 | Sri Lanka International 2015                 | 1.    | Damendoppel | Chayanit Chaladchalam      |
| 2015 | Bahrain International 2015                   | 2.    | Damendoppel | Chayanit Chaladchalam      |
| 2015 | Malaysia International 2015                  | 2.    | Damendoppel | Chayanit Chaladchalam      |
| 2015 | Bangladesh International 2015                | 1.    | Damendoppel | Chayanit Chaladchalam      |
| 2015 | Tata Open India International Challenge 2015 | 1.    | Damendoppel | Chayanit Chaladchalam      |
| 2015 | Smiling Fish 2015                            | 1.    | Mixed       | Parinyawat Thongnuam       |
| 2015 | Sommer-Universiade 2015                      | 3.    | Mannschaft  | Thailand                   |
| 2016 | Mannschaftsasienmeisterschaft 2016           | 3.    | Mannschaft  | Thailand                   |
| 2017 | Vietnam Open 2017                            | 1.    | Damendoppel | Chayanit Chaladchalam      |
| 2017 | Thailand Open 2017                           | 2.    | Damendoppel | Chayanit Chaladchalam      |
| 2017 | Sommer-Universiade 2017                      | 3.    | Mannschaft  | Thailand                   |
| 2017 | Sommer-Universiade 2017                      | 2.    | Damendoppel | Chayanit Chaladchalam      |
| 2017 | Thailändische Meisterschaft 2017             | 3.    | Damendoppel | Chayanit Chaladchalam      |
| 2018 | Asienspiele 2018                             | 3.    | Mannschaft  | Thailand                   |
| 2018 | Uber Cup 2018                                | 2.    | Mannschaft  | Thailand                   |
| 2019 | Südostasienspiele 2019                       | 2.    | Damendoppel | Chayanit Chaladchalam      |
| 2019 | Südostasienspiele 2019                       | 1.    | Mannschaft  | Thailand                   |
| 2019 | Thailändische Meisterschaft 2019             | 3.    | Damendoppel | Chayanit Chaladchalam      |
| 2020 | Mannschaftsasienmeisterschaft 2020           | 3.    | Mannschaft  | Thailand                   |
| 2021 | Hungarian International 2021                 | 1.    | Damendoppel | Ornnicha Jongsathapornparn |